# František Jakub Prokyš
František Jakub Prokyš (1715 Slaný – 25. října 1791 České Budějovice) byl český malíř a štafír z období rokoka.

## Život
Narodil se ve Slaném v rodině malíře. Byl poddaným hrabat Martiniců z prunéřovského panství. Dne 15. září 1752 byl propuštěn z poddanství. Dne 29. října 1752 se oženil v Třeboni. V roce 1761 koupil dům na českobudějovickém náměstí (dnes náměstí Přemysla Otakara II. č. 35). V září 1767 se v Českých Budějovicích podruhé oženil. Zemřel ve svém domě v Českých Budějovicích. Je po něm pojmenovaná ulice Prokišova v Českých Budějovicích.

## Dílo
- Fresky a obraz v borovanském klášteře (1748)[6]
- Oltářní obraz v kapli svaté Barbory v třeboňském kostele sv. Jiljí (1748)[6]
- Výzdoba kaplí Křížové cesty v Českém Krumlově
- Alegorie čtyř ročních období v hudebním pavilonu v zámecké zahradě v Českém Krumlově (1752)[7]
- Orientální kabinet v zámku Český Krumlov (cca 1755)[7]
- Výzdoba pavilonu Bellarie v Českém Krumlově (1755–1757)
- Výzdoba zámku Červený dvůr u Chvalšin (1755–1757)
- Výzdoba sálu a kabinetu kněžny Marie Terezie ze Schwarzenbergu v zámečku Kvítkův Dvůr (Favoritenhof) u Českého Krumlova (1757)
- Fresky v kapli Andělů Strážných v klášteře ve Zlaté Koruně
- Pozlacení oltáře svatého Jana Nepomuckého v katedrále svatého Mikuláše v Českých Budějovicích
- Výzdoba špitálního kostela Nejsvětější Trojice v Českých Budějovicích (1763)
- Oltářní obraz svatého Aloise Gonzagy v kostele minoritského kláštera v Českém Krumlově[7]
- Obraz svatého Michaela v kostele minoritského kláštera v Českém Krumlově[7]
- Oltářní obraz svatého Blažeje ve sbírkách Okresního vlastivědného muzea Český Krumlov (cca 1763)[7]
- Podobizna borovanského preláta Augustina Dubenského (1764)[8]
- Oltářní obraz Růžencové Panny Marie se sv. Dominikem a sv. Kateřinou Sienskou v kostele sv. Máří Magdaleny ve Chvalšinách (1768)[7]
- Výzdoba sálu prelatury (Horní čp. 155) v Českém Krumlově (1769)[6]
- Oltářní obraz sv. Apoštolů v kostele svatého Víta v Českém Krumlově (1769)[7]
- Obraz růžencového oltáře v kostele Obětování Panny Marie v Českých Budějovicích (1769)
- Obrázek svaté Kateřiny, v  Regionálním muzeu v Českém Krumlově (kolem 1770)
- Oltářní obrazy Obrácení sv. Pavla a Narození Panny Marie v kostele svatého Víta v Českém Krumlově (1773)[7]
- Oltářní obraz svaté Anny v severní boční kapli kostela kapucínského konventu v Českých Budějovicích (1773)
- Oltářní obraz v kostele Nanebevzetí Panny Marie v Netolicích (1776)[6]
- Výzdoba kaple Vzkříšení v kostele svatého Víta v Českém Krumlově (1777)[7]
- Výzdoba kaple v patře Opatovického mlýna (1777)[6]
- Obraz v kostele v Horním Záhoří (1777–1778)[6]
- Oltářní obraz svaté Anny v dominikánském konventu v Českých Budějovicích (1780)

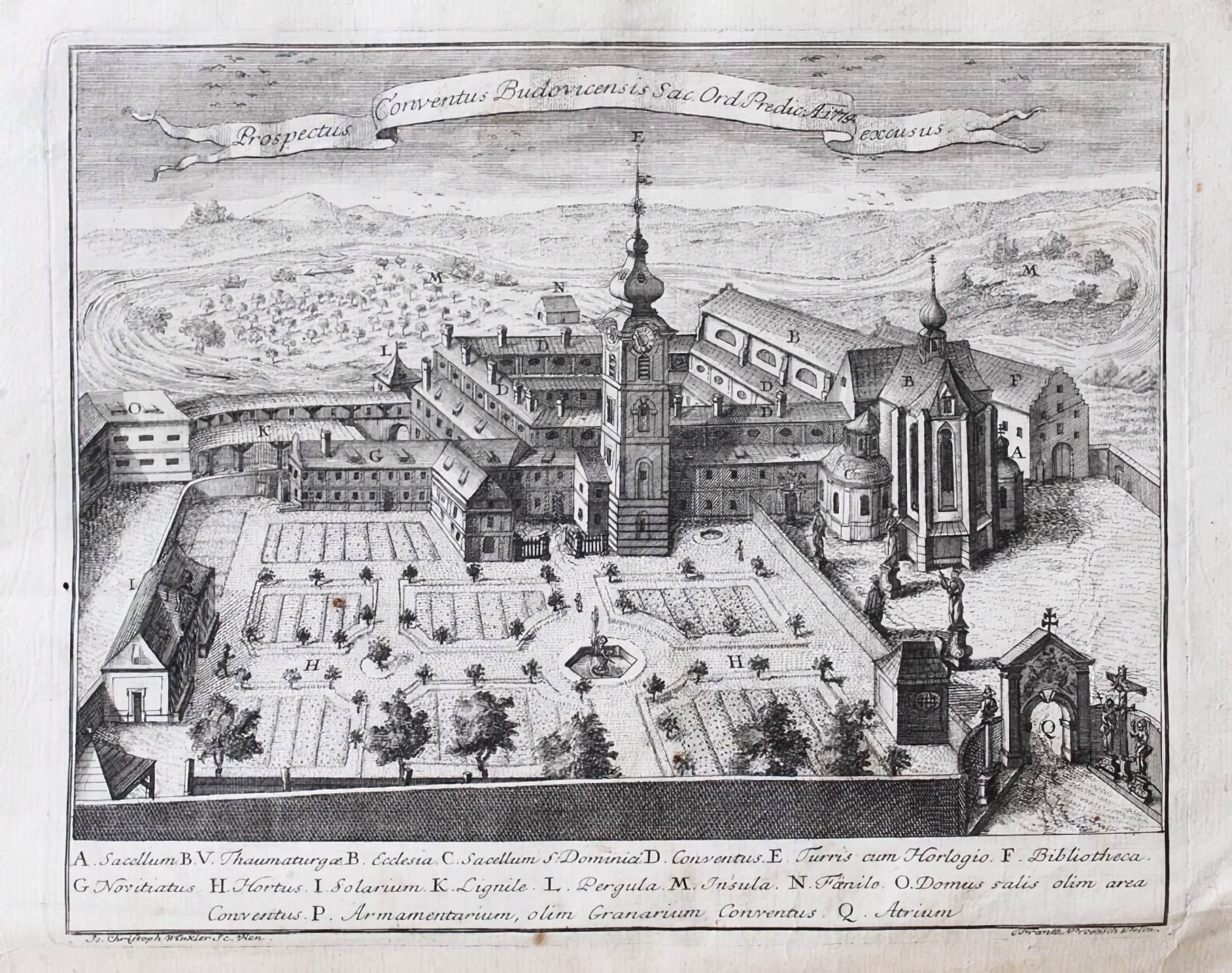
Českobudějovický dominikánský klášter v roce 1774 (autor kresebné předlohy: František Jakub Prokyš)
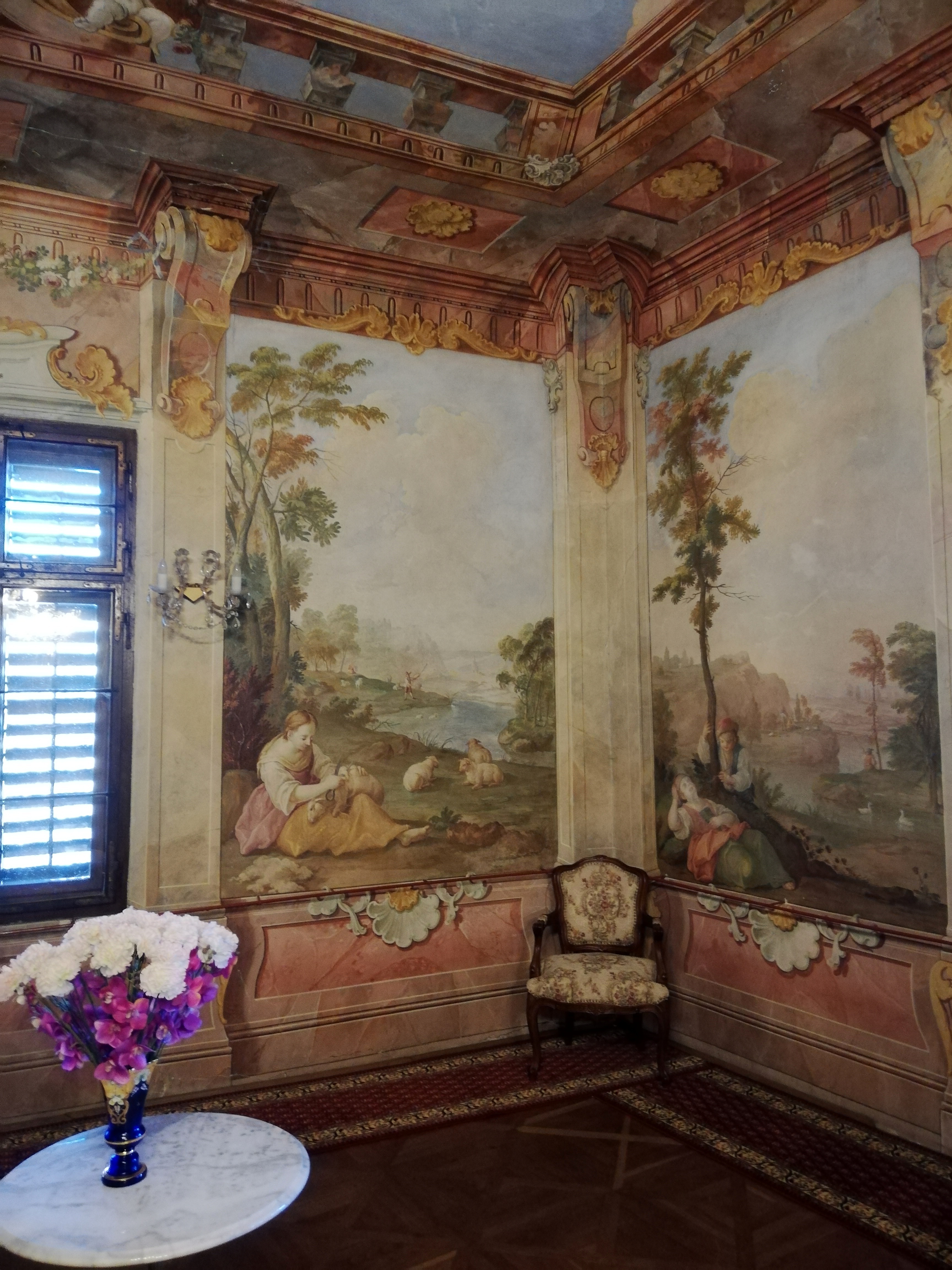
Malířská výzdoba sálu v Kvítkově dvoře
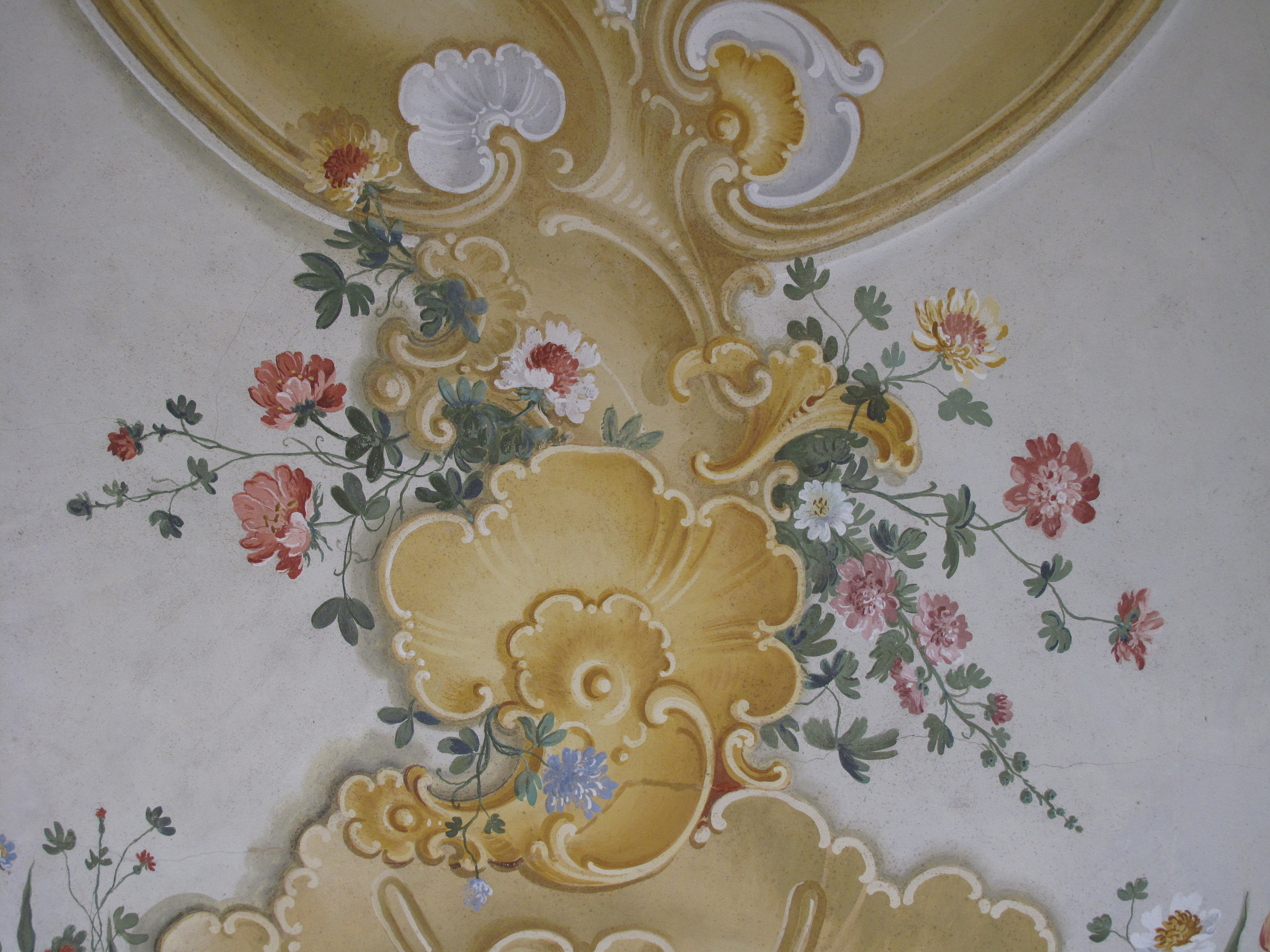
Detail rokaje v prvním patře letohrádku Bellarie, Český Krumlov
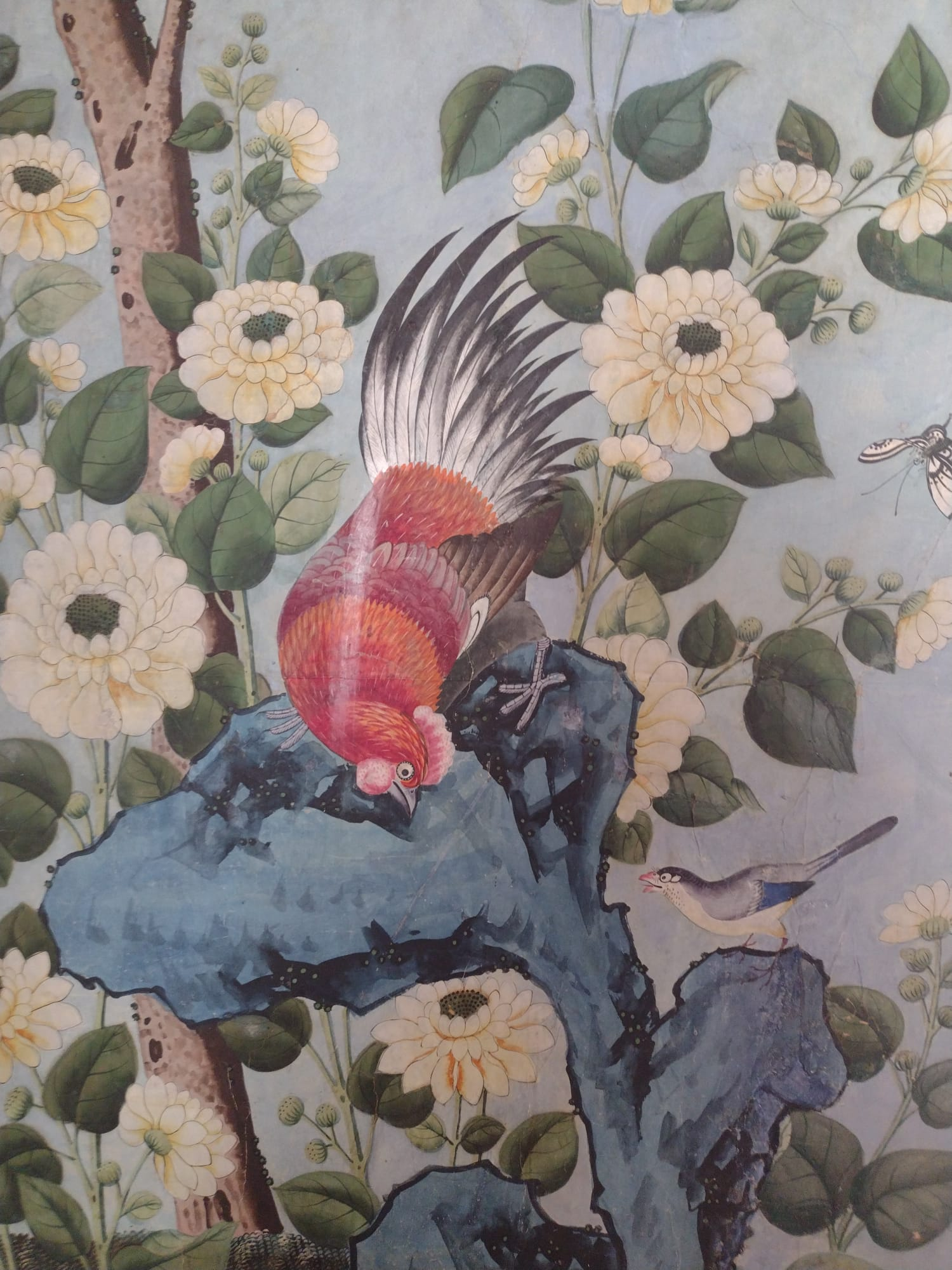
Detail výzdoby sálu v zámku Červený Dvůr u Chvalšin
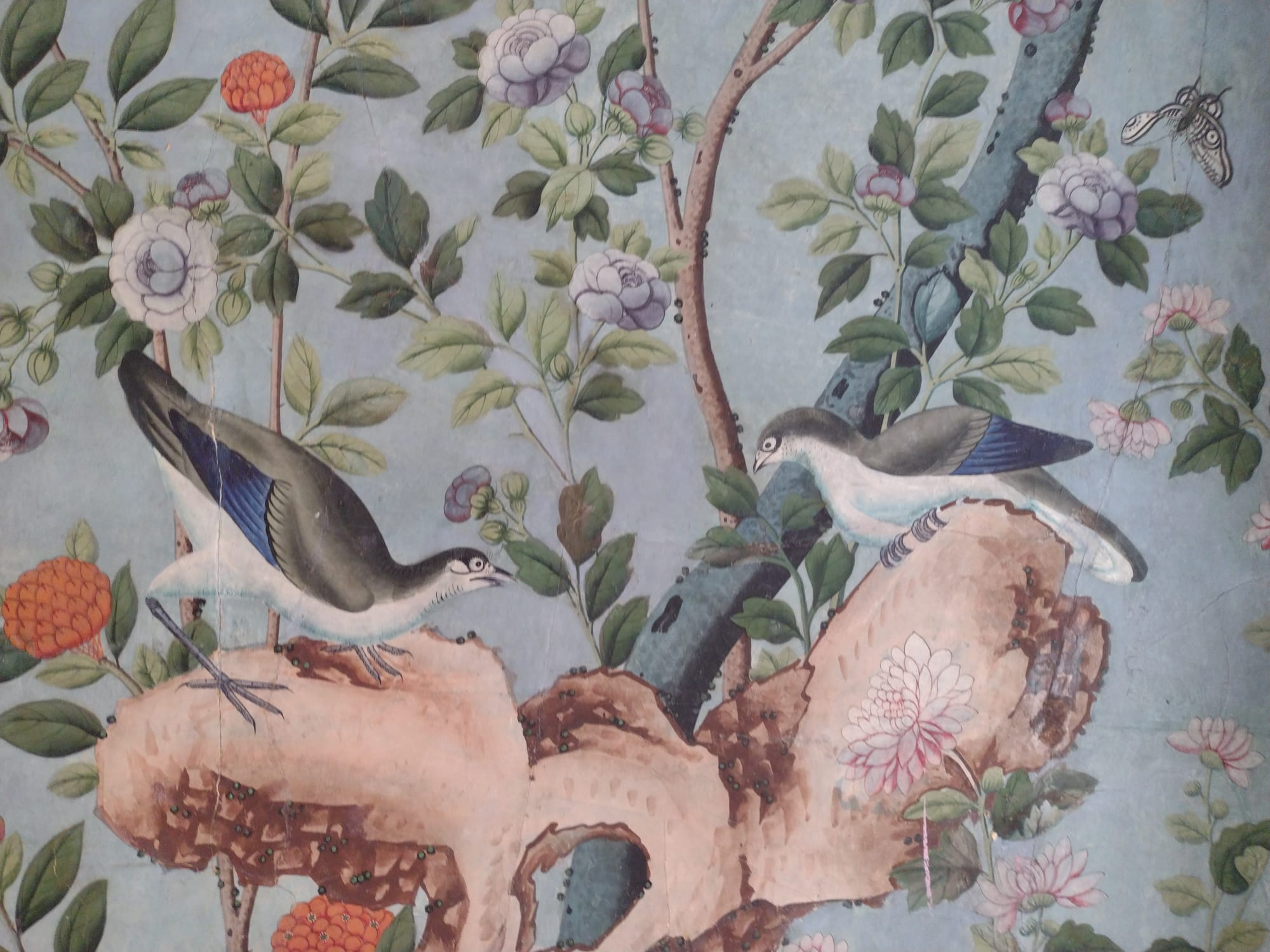
Detail výzdoby sálu v zámku Červený Dvůr u Chvalšin